# McMullen County
Das McMullen County ist ein County im Bundesstaat Texas der Vereinigten Staaten. Das U.S. Census Bureau hat bei der Volkszählung 2020 eine Einwohnerzahl von 600 ermittelt. Der Sitz der County-Verwaltung (County Seat) befindet sich in Tilden.

## Geographie
Das County liegt im Süden von Texas, ist im Südwesten etwa 70 km von Mexiko und im Südosten etwa 100 km vom Golf von Mexiko entfernt. Es hat eine Fläche von 2959 Quadratkilometern, wovon 77 Quadratkilometer Wasserfläche sind. Es grenzt im Uhrzeigersinn an folgende Countys: Atascosa County, Live Oak County, Duval County und La Salle County.

## Geschichte
McMullen County wurde am 1. Februar 1858 aus Teilen des Atascosa County, Bexar County und Live Oak County gebildet. Die Verwaltungsorganisation wurde 1877 abgeschlossen. Benannt wurde es nach John McMullen (1785–1853), der 1828 eine Kolonie irischer Siedler im mexikanischen Texas gründete. 1836 war er Mitglied der provisorischen Regierung der Republik Texas. Am 20. Januar 1853 fiel er einem Mordanschlag zum Opfer.
Eine Stätte im County ist im National Register of Historic Places („Nationales Verzeichnis historischer Orte“; NRHP) eingetragen (Stand 27. November 2021), die Mustang Branch Site.

## Demografische Daten
Nach der Volkszählung im Jahr 2000 lebten im McMullen County 851 Menschen; es wurden 355 Haushalte und 238 Familien gezählt. Die Bevölkerungsdichte betrug 0 Einwohner pro Quadratkilometer. Ethnisch betrachtet setzte sich die Bevölkerung zusammen aus 88,4 Prozent Weißen, 1,2 Prozent Afroamerikanern, 0,2 Prozent amerikanischen Ureinwohnern und 8,9 Prozent aus anderen ethnischen Gruppen; 1,3 Prozent stammten von zwei oder mehr Ethnien ab. 33,1 Prozent der Einwohner waren spanischer oder lateinamerikanischer Abstammung.
Von den 355 Haushalten hatten 25,9 Prozent Kinder oder Jugendliche, die mit ihnen zusammen lebten. 59,7 Prozent waren verheiratete, zusammenlebende Paare, 5,6 Prozent waren allein erziehende Mütter und 32,7 Prozent waren keine Familien. 30,7 Prozent waren Singlehaushalte und in 14,9 Prozent lebten Menschen im Alter von 65 Jahren oder darüber. Die durchschnittliche Haushaltsgröße betrug 2,40 und die durchschnittliche Familiengröße betrug 3,01 Personen.
23,4 Prozent der Bevölkerung war unter 18 Jahre alt, 6,3 Prozent zwischen 18 und 24, 23,7 Prozent zwischen 25 und 44, 28,7 Prozent zwischen 45 und 64 und 17,9 Prozent waren 65 Jahre alt oder älter. Das Durchschnittsalter betrug 43 Jahre. Auf 100 weibliche Personen kamen 101,2 männliche Personen und auf 100 Frauen im Alter von 18 Jahren oder darüber kamen 105,7 Männer.
Das jährliche Durchschnittseinkommen eines Haushalts betrug 32.500 USD, das Durchschnittseinkommen einer Familie betrug 35.417 USD. Männer hatten ein Durchschnittseinkommen von 26.953 USD, Frauen 20.982 USD. Das Prokopfeinkommen betrug 22.258. 20,7 Prozent der Einwohner 15,9 Prozent der Familien lebten unterhalb der Armutsgrenze.

## Städte und Gemeinden
- Calliham
- Tilden